# Rio Assola
Il rio d'Assola è un corso d'acqua a carattere torrentizio delle Dolomiti. Nasce presso il passo di Rutorto, fra il Pelmo e il monte Penna (2.196 m.s.l.m.) in comune di Vodo di Cadore. Caratteristica è la sua cascata, rappresentata anche nello stemma del comune di Borca di Cadore. Alta circa ottanta metri, è raggiungibile su comoda forestale partendo presso il ponte di Cancia. Il ru d'Assola sfocia nel Boite, non lontano dal citato ponte.